# Hålvetten-Näsnaren
Hålvetten-Näsnaren este o arie protejată (arie specială de conservare — SAC, sit de importanță comunitară — SCI) din Suedia întinsă pe o suprafață de 1.000,9 ha, integral pe uscat.

## Localizare
Centrul sitului Hålvetten-Näsnaren este situat la coordonatele 58°50′23″N 16°19′32″E / 58.8398°N 16.3256°E.

## Înființare
Situl Hålvetten-Näsnaren a fost declarat sit de importanță comunitară în decembrie 1998 pentru a proteja 2 specii de animale. Situl a fost protejat și ca arie specială de conservare în martie 2011.

## Biodiversitate
Situată în ecoregiunea boreală, aria protejată conține 1 habitat natural: Ape oligotrofe din câmpii nisipoase, cu un conținut foarte redus de minerale (Littorelletalia uniflorae).
La baza desemnării sitului se află mai multe specii protejate:
- mamifere (1): vidră de râu (Lutra lutra)
- pești (1): zglăvoacă (Cottus gobio)